# Ville de Bordeaux
Die Ville de Bordeaux ist ein unter französischer Flagge fahrendes RoRo-Schiff.

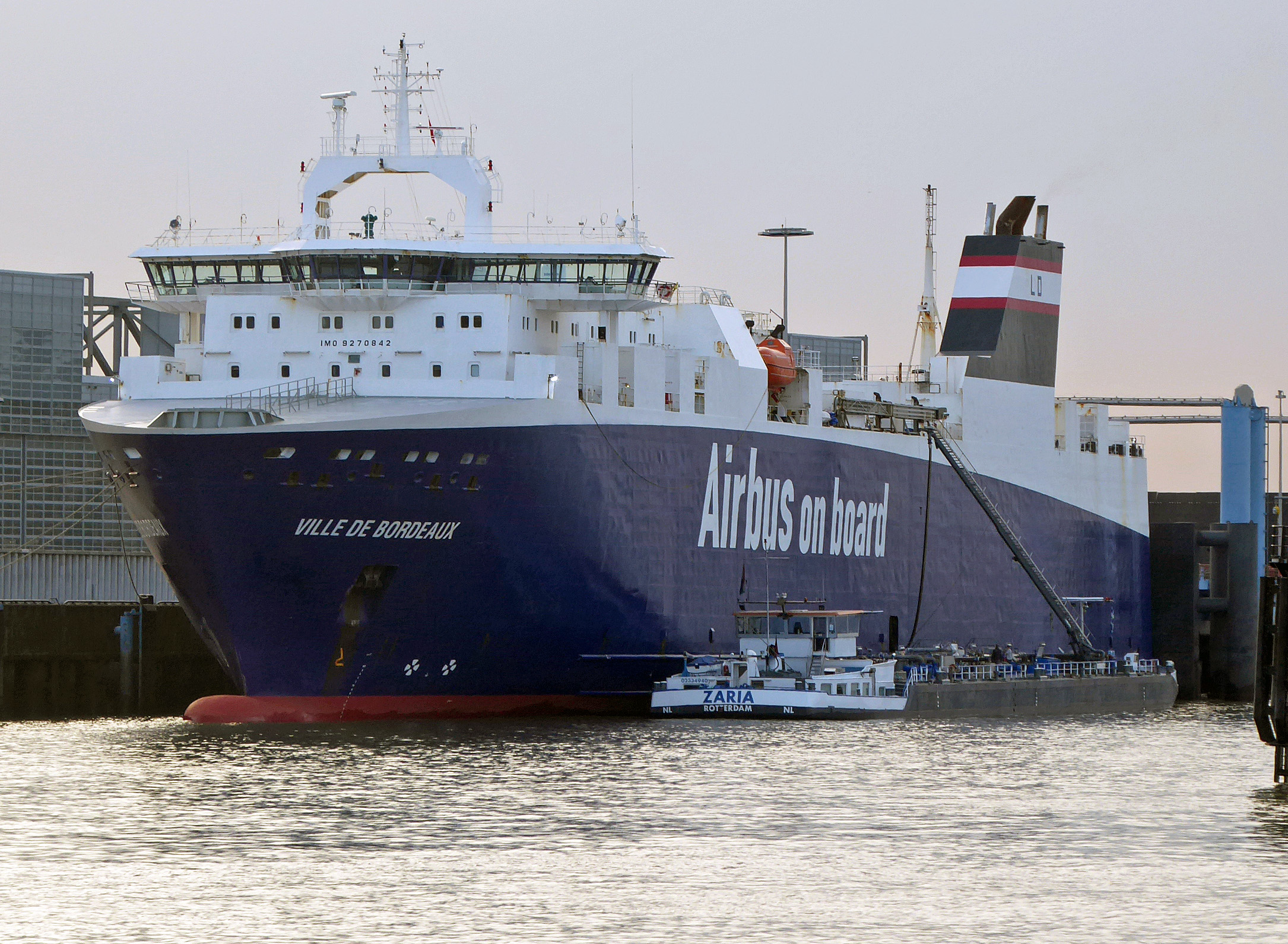
Ville de Bordeaux 2021 bei Airbus in Hamburg

## Geschichte
Gebaut wurde das nach der französischen Stadt Bordeaux benannte Frachtschiff für rund 30 Mio. US-Dollar auf der Jinling-Werft in China. Das Schiff wurde am 27. Februar 2004 getauft. Taufpatin war die Frau des französischen Ministers Dominique Bussereau. Abgeliefert wurde das Schiff am 30. März 2004. Heimathafen des Schiffes ist Bordeaux.
Die Eignergesellschaft Seaplane One ist ein Gemeinschaftsunternehmen zwischen der norwegischen Reedereigruppe Leif Höegh und der zum französischen Unternehmen Louis Dreyfus Armateurs gehörenden Fret Sa. Louis Dreyfus Armateurs ist für die Bereederung des Schiffes verantwortlich. 2009 wurde das Schiff auf Louis Dreyfus’ LD Seaplane SAS übertragen.
Eingesetzt war das Schiff, das an Airbus verchartert ist, zum Transport von Flugzeugkomponenten des Airbus A380 zwischen den verschiedenen Fertigungsstandorten, wie z. B. dem Werksgelände von Airbus in Hamburg-Finkenwerder.
Seit November 2016 werden mit der Ville de Bordeaux auch Lkw der Marke Scania, die im französischen Montagewerk in Angers des Unternehmens produziert werden, vom Hafen Saint-Nazaire aus via Tanger und Tunis in die Maghrebstaaten verschifft. Vorgesehen sind etwa 300 bis 400 LKW jährlich.
Im vierten Quartal 2023 werden an Bord des Schiffes für eine halbjährige Testphase im Jahr 2024 drei vom Hersteller als eSails bezeichnete Rotorsegel installiert. Diese sollen den Antrieb unterstützen und zu einer erheblichen Reduktion der CO2-Emissionen führen.